# Renania
La región de Renania (en alemán: Rheinland, pronunciación: /ˈʁaɪ̯nˌlant/ⓘ, en fráncico ripuario, Rhingland) es el nombre con el que se designa a las tierras de ambos lados del río Rin, al oeste de Alemania. Se encuentra al este de la frontera de Alemania con Francia, Luxemburgo, Bélgica y los Países Bajos.
Desde los años 1950, la región de Renania la constituyen los estados de Sarre, Renania-Palatinado y Renania del Norte-Westfalia. Este último constituye una de las regiones industriales de mayor pujanza en Alemania, contando además con depósitos minerales de importancia (uranio, magnesio, petróleo, entre otros) y transporte fluvial accesible. En el estado de Renania-Palatinado la agricultura es más importante, en especial sus preciados viñedos.

## Historia

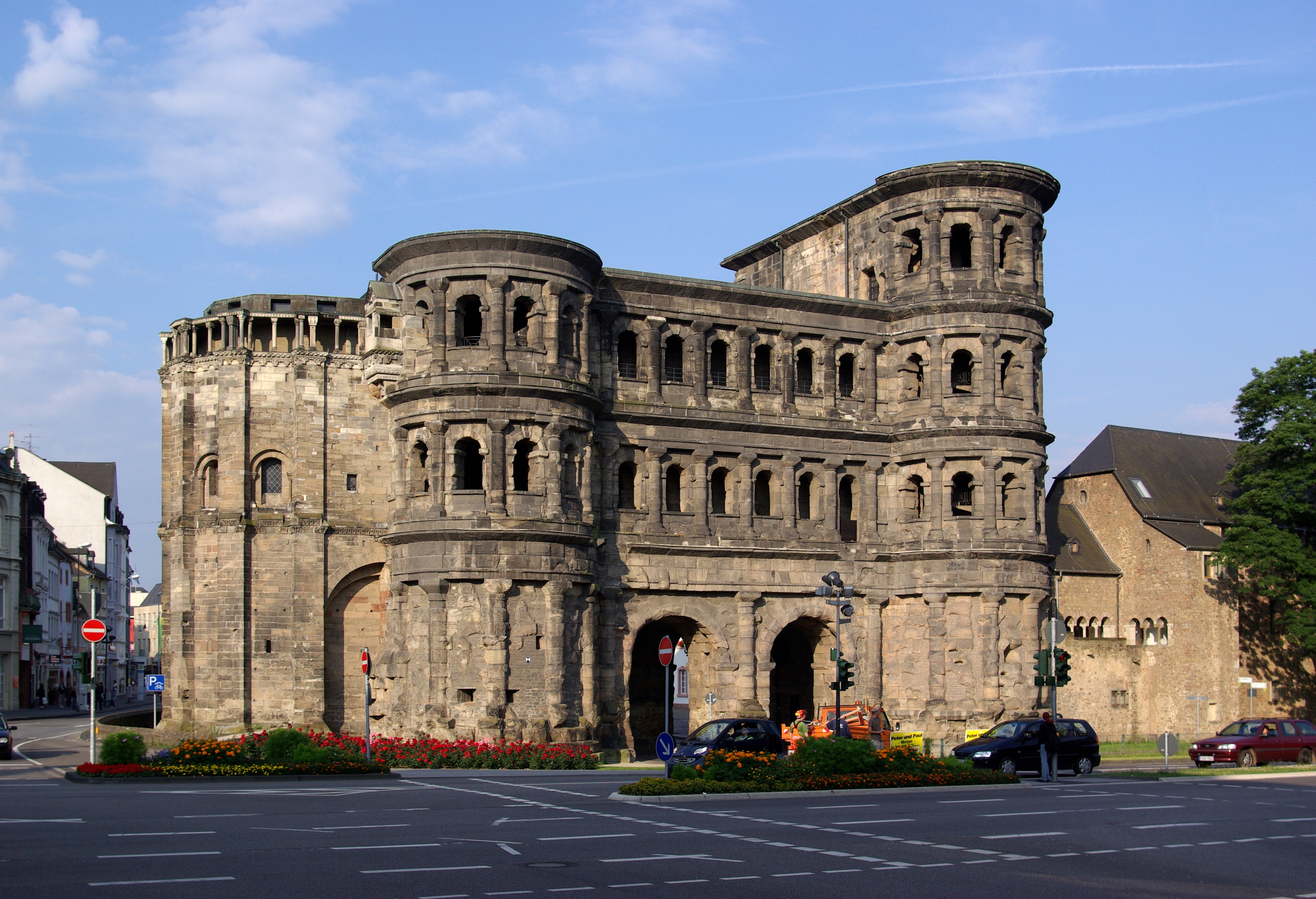
Porta Nigra, construida en la época del Imperio romano en Tréveris.

### Edad Antigua
Durante el Imperio romano, Renania era conocida como una zona de amortiguamiento entre la Galia y los pueblos germánicos al este. Más tarde se incluyó en el reino franco de Austrasia.

### Edad Contemporánea
Tras la caída del Primer Imperio francés, a principios del siglo XIX, las regiones germano-parlantes del Rin medio y bajo fueron anexionadas al Reino de Prusia. La administración prusiana reorganizó los territorios anexados como la provincia del Rin, y este término continúa presente en los nombres de los estados alemanes de Renania-Palatinado y Renania del Norte-Westfalia.
La Provincia del Rin fue creada en 1824, cuando se unieron las provincias del Bajo Rin y Jülich-Cleves-Berg. Prusia anexó Nassau y Meisenheim después de la guerra austro-prusiana en 1866 y Alsacia-Lorena después de la guerra franco-prusiana de 1870-1871. En las décadas siguientes, Renania se convirtió en la zona más próspera de Alemania, en particular el norte de Prusia, que fue altamente industrializado.

#### Período de entreguerras

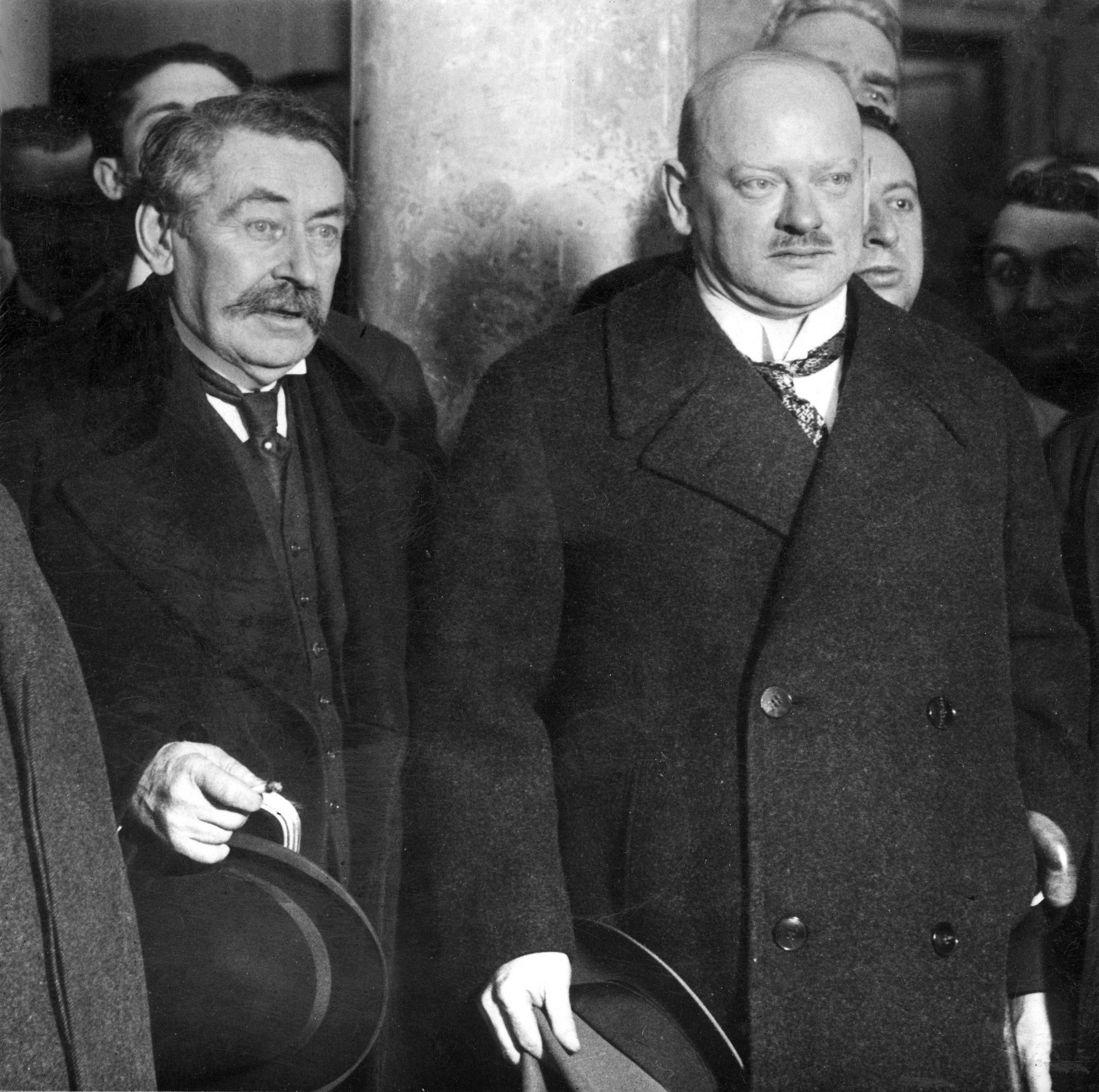
Aristide Briand y Gustav Stresemann.

Tras el armisticio del 11 de noviembre de 1918 que puso fin a la Primera Guerra Mundial, la parte occidental de Renania fue ocupada por fuerzas de la Triple Entente; bajo el Tratado de Versalles (1919), la región fue desmilitarizada. Sin embargo, el Tratado se reveló inaplicable, y el gobierno francés lejos de disfrutar de un predominio en Europa, sufrió una crisis financiera.
De acuerdo con los términos del Tratado de Versalles la ocupación fue continuada. El mismo tratado especificaba tres zonas de ocupación, que serían evacuadas por las tropas aliadas en un plazo de 5, 10 y 15 años después de la ratificación formal del tratado, que ocurrió en 1920. Ese mismo año la región del Sarre fue separada del resto de la provincia y administrada por la Sociedad de Naciones y los distritos de Eupen y Malmedy fueron transferidos a Bélgica. La ocupación duró al final sólo 10 años, pues las tropas aliadas se retiraron en 1930, como una muestra de buena voluntad hacia la República de Weimar y su política de reconciliación, en la era de Gustav Stresemann y el Pacto de Locarno.
En clara violación al Tratado de Versalles, los franceses trataron de separar las áreas ocupadas de Alemania, estableciendo la República Renana, como un estado títere de Francia. Los intentos secesionistas tuvieron como uno de sus mayores sustentos el sentimiento antiprusiano de la población, así como la religión católica que les identificaba a la mayoría. El movimiento no tuvo mucho éxito, y no fue acogido por la mayoría de la población.
El Tratado también establecía la total desmilitarización de la zona, para proteger a Francia, Luxemburgo, Bélgica y los Países Bajos. Así, después de la retirada de las tropas aliadas, no se permitiría que tropas alemanas se establecieran en la zona. El tratado también incluía una cláusula oprobiosa para el pueblo alemán, que establecía el derecho de los aliados a invadir la región, si sentían que Alemania había infringido el tratado.
Un efecto colateral de la ocupación francesa del período de entreguerras son los llamados Bastardos de Renania, hijos de gente local y soldados extranjeros de ocupación (principalmente franceses). Este grupo poblacional sufrió programas de esterilización y vejaciones por parte del Régimen nazi en la década de los 30.

##### Crisis de Renania
El Tratado de Versalles se violó de facto el 7 de marzo de 1936, cuando tropas de la Wehrmacht entraron en Renania. A pesar de que pudieron haber sido fácilmente detenidas por los aliados (la mayoría de los soldados entraron en bicicleta), el sentimiento contrario a una guerra en Europa fue más fuerte, y se toleró esta violación. Además, aprovechando la tensión internacional con Italia debido a la invasión de Etiopía, la Alemania nazi llevó a cabo la remilitarización de Renania, en contra de los previsto en Versalles.
Varios factores se alinearon para que los sucesos ocurrieran sin mayor sobresalto, pues el Führer Adolf Hitler indicó a sus soldados que si el ejército francés les detenía, no se opusieran y regresaran a otras zonas de Alemania. Francia sin embargo enfrentaba cuestiones más acuciantes, como la victoria del Frente Popular en las elecciones legislativas francesas y las grandes huelgas que habían relegado la situación en Renania dentro las preocupaciones francesas.
La ocupación de Renania por otra parte, tuvo éxito entre la población local, debido al resurgimiento del nacionalismo alemán y al resentimiento contra las tropas aliadas.

#### Segunda Guerra Mundial

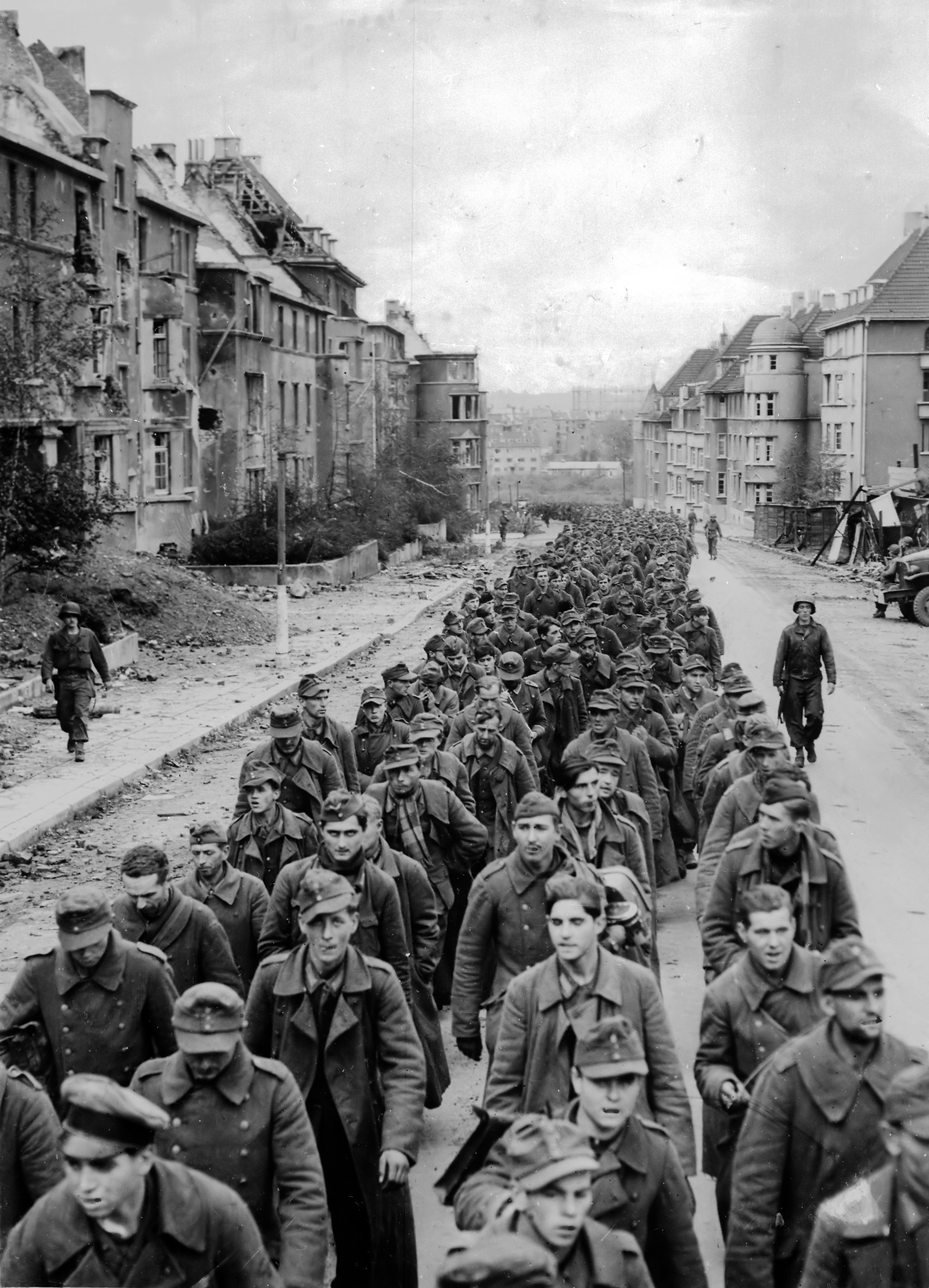
Miembros de la Wehrmacht, hechos prisioneros, desfilan por una calle de Aquisgrán en 1944.

Durante 1944 y 1945, dos campañas distintas fueron llevadas a cabo en el área de Renania en el marco de la Segunda Guerra Mundial. Desde septiembre de 1944 hasta febrero de 1945, el Primer Ejército de los Estados Unidos mantuvo una batalla constante para capturar el Bosque de Hürtgen. El terreno favorecía a los defensores, y dificultaba los movimientos de los aliados, por lo que la campaña provocó 24 000 bajas en el ejército estadounidense.
A principios de 1945, después de un largo periodo de inactividad (debido al invierno), la mayoría de las operaciones Aliadas en el noroeste de Europa se plantearon alcanzar el río Rin. Desde sus posiciones en Holanda, el Primer Ejército canadiense, bajo las órdenes del general Henry Crerar, junto al Segundo Ejército británico, al mando del general Miles Dempsey, invadieron la zona, empezando operaciones la primera semana del mes de febrero de 1945.
La Operación Veritable duró varias semanas, y su resultado final fue la derrota de todas las tropas alemanas del lado Oeste del río Rin. La operación norteamericana de soporte Grenade fue planeada para coincidir con las tropas británicas y canadienses en el Sur. El encuentro fue retrasado dos semanas, por operaciones de defensa alemanas.
El 7 de marzo de 1945, una compañía de la 9ª División Acorazada del Ejército estadounidense capturó el último puente intacto sobre el Rin cerca de Remagen. El Tercer Ejército de los Estados Unidos, al mando del general George Patton, también cruzaría el río un día antes del muy anticipado cruce del ejército británico-canadiense. En abril todos los Aliados con operaciones en el oeste habían cruzado el Rin y las batallas por Renania habían terminado.

#### Desde 1946
En 1946, la provincia del Rin fue dividida entre dos estados de reciente fundación: Renania-Palatinado y Renania del Norte-Westfalia. El pueblo de Wetzlar se convirtió en parte de Hesse.

## Geografía
Renania se encuentra en el occidente de Alemania, y tiene fronteras internacionales con Francia, Luxemburgo, Bélgica y Países Bajos. 
Las regiones Sur y Este tienen principalmente una geografía accidentada, conformada por valles formados por ríos (principalmente el Rin y el Mosela). Hacia la región norte, se encuentra el valle del río Ruhr.
Algunas de las ciudades más importantes de Renania son Aquisgrán, Bonn, Colonia, Dortmund, Duisburgo, Düsseldorf, Essen, Coblenza, Krefeld, Ludwigshafen, Maguncia, Mönchengladbach y Wuppertal.

## Cultura

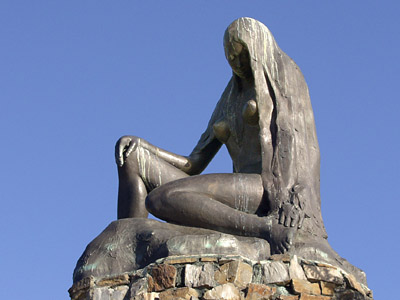
Lorelei, sirena de la mitología germánica, que se colocaba en una roca sobre el Rin y con su canto seducía a los navegantes.

Renania es una región mayoritariamente católica. Dentro de la cultura alemana, los habitantes de la región tienen fama de llevar un estilo de vida desenfadado, caracterizado por la tradición de los carnavales, el cultivo (y consumo) de vino, así como la tradición del canto y las canciones locales (canciones renanas). Esta es una imagen que a la gente local también le gusta cultivar.
El valle del Rin se caracteriza por tener paisajes de gran belleza, y estos junto a sus pueblos y castillos han sido objeto del romanticismo germano desde el siglo XIX, con numerosos cuentos, leyendas, poemas y canciones haciendo referencia a la localidad. Entre los múltiples escritos que lo mencionan, Lorelei de Heinrich Heine y el Cantar de los nibelungos son los más conocidos. 
Renania es también conocida por sus catedrales, monasterios y una tradición extraordinaria de literatura (por ejemplo, la biblioteca histórica de la catedral de Colonia, que data de los principios de la Edad Media).

### Patrimonio de la Humanidad
El Valle Superior del Medio Rin, entre Bingen y Coblenza, fue declarado Patrimonio de la Humanidad por la Unesco en 2002. El risco de Lorelei es uno de los más admirados por los turistas.